# 1999年の台風
1999年の台風（1999ねんのたいふう、太平洋北西部で発生した熱帯低気圧）のデータ。台風の発生数は22個で、日本には全体の半分の11個が接近し、うち2個は上陸台風であった。
台風1号は4月23日に発生。
9月に発生した台風18号は、この年に発生した台風の中で最強の勢力にまで発達し、九州に上陸して熊本県を中心に大きな被害をもたらした。
なお、台風の影響によるものではないが、8月には神奈川県で熱帯低気圧の豪雨による玄倉川水難事故が発生。この水難事故により、強い熱帯低気圧や台風でなくとも大きな被害が生じることがあるという結論に至り、熱帯低気圧や台風における「弱い」「並の強さ」「中型」などの勢力表現は、災害への危機感を薄れさせる原因になるとして、翌2000年の6月1日以降廃止となった。

## 月別の台風発生数
| 1月 | 2月 | 3月 | 4月 | 5月 | 6月 | 7月 | 8月 | 9月 | 10月 | 11月 | 12月 | 年間 |
| --- | --- | --- | --- | --- | --- | --- | --- | --- | ---- | ---- | ---- | ---- |
|     |     |     | 2   |     | 1   | 4   | 6   | 6   | 2    | 1    |      | 22   |

## 「台風」に分類されている熱帯低気圧

### 台風1号（ケイト）
199901・04W・ディディン

### 台風2号（レオ）
199902・05W

### 台風3号（マギー）
199903・06W・エタン

### 台風4号（07W）
199904

### 台風5号（ニール）
199905・09W・ヘルミン

### 台風6号（10W）
199906

### 台風7号（オルガ）
199907・11W・イサン

### 台風8号（ポール）
199908・12W

### 台風9号（レイチェル）
199909・13W

### 台風10号（サム）
199910・16W・ルディン
チャイナエアライン642便着陸失敗事故の引き金にもなった。

### 台風11号（ドーラ）
199911・07E
越境台風となった。

### 台風12号（ターニャ）
199912・17W

### 台風13号（ヴァージル）
199913・19W

### 台風14号（ウェンディ）
199914・20W・マメン

### 台風15号（ヨーク）
199915・21W・ネネン

### 台風16号（ジア）
199916・22W

9月11日に日本の南海上で熱帯低気圧が発生。当初、この低気圧は台風に発達することはないと予想されていたが、その予想に反して発達しながら九州方面に北上し、14日に鹿児島県種子島近海（都井岬の南）で最大風速が17.2m/sを超えたため、台風となった。17時頃に、中心気圧985hPaで宮崎県南部に上陸。15日3時頃には愛媛県宇和島市付近に再上陸し、四国を縦断して同日10時頃に兵庫県明石市付近に再上陸した。さらに近畿地方から中部地方を経て、15日15時に長野県飯田市付近で熱帯低気圧に変わった。

### 台風17号（アン）
199917・23W

### 台風18号（バート）
199918・24W・オニアン
9月19日に沖縄県の南東海上で発生し、北西進しながら急速に発達。22日には沖縄県近海で中心気圧930hPa、最大風速45m/sの非常に強い勢力となった。台風が接近した沖縄県の那覇市では、最大瞬間風速58.9m/s、最大風速35.2m/sを観測した。その後勢力をやや弱めたものの、中心気圧950hPa・最大風速40m/sという強い勢力を保ち、9月24日6時ごろに熊本県北部に上陸。大分県を縦断した後、中津市付近から周防灘へと進み、最初の上陸からわずか3時間後には対岸の山口県宇部市付近に再上陸し、速い速度で山陰沖の日本海に抜けた。25日2時頃に北海道渡島半島に再上陸した後、12時頃に網走沖で温帯低気圧に変わった。

### 台風19号（キャム）
199919・25W

### 台風20号（ダン）
199920・26W・ペパン

### 台風21号（イヴ）
199921・27W・レニン

### 台風22号（グロリア）
199922・30W・トライニング